# 高雄捷運金線
高雄捷運金線（大寮大樹線）是高雄捷運規劃中路線之一，預計共設置16座車站，原屬於燕巢線的延伸線，路線南起高雄市大寮區溪寮，沿著台29線，終於斜張橋，路線與已拆除的糖鐵旗尾線類似。路線全長16.06公里，總共設置11座車站，預定為輕軌運輸系統。經評估暫無經濟效益，因此目前先以加開公車班次替代，再視時機升格為公車捷運系統或輕軌運輸系統。佛光山線與燕巢線第二階段、大寮屏東線、楠梓五甲線、燕巢高鐵線合稱「東環圈」。

## 歷史
高雄市捷運局於1998年12月委託顧問公司進行《高雄都會區大眾捷運系統長期路網運輸規劃》專案，並在2001年4月完成路網建議報告報行交通部，2002年8月核轉行政院。同年10月，高雄縣政府以該專案為藍圖，開始計劃佛光山線。2003年10月舉辦「大高雄都會區輕軌環線國際論壇」，該研討會中高苑技術學院（現台鋼科技大學）軌道科技中心提出了佛光山線，北起大樹鄉嶺口，沿著台21線鋪設，南端進九曲堂市區轉乘九曲堂車站，預估長10公里，設5到7站；並與研討會中另一線燕巢線形成大高雄都會區東北輕軌環線。而後縣政府提出的版本則認為部分台21線狹窄，因此部分行駛高屏溪邊的防水道路。
2003年4月，交通部函請高雄市府通盤檢討大高雄地區軌道運輸需求，以提出可行路線、興建時程和執行方式。該年12月捷運局再委託顧問公司辦理後續細節設計的《高雄都會區大眾運輸系統工程計畫長期路網規劃作業》專案，並於2005年2月交通部審定，該專案包含了子專案《燕巢暨佛光山輕軌系統民間參與之可行性評估》，評估高雄縣政府提出的佛光山線路線，以FG做編號。該專案將南端終點改為繼續延伸台21線至規劃中的屏東延伸線溪寮站，以構成路網。路線分為兩個方案，全在台21線上鋪設的「省道線」，長16.06公里，設11站，以及在北端佛光山一帶，認為省道車流眾多，因此鋪設在台21線東側高屏溪旁的防水道路，稱為「高灘地線」，長16.03公里，設11站。兩方案評估後，省道線以些微評估分數勝出。
佛光山線被視為燕巢線的延伸線，兩線與右昌延伸線共用設於楠梓區援中港的右昌機廠。但因為自右昌機廠至佛光山線最南站路線極長，因此於佛光山線南端設置溪寮維修機廠，負擔部分機廠事物，並聯開商場。而原佛光山線僅與燕巢線轉乘於斜張橋站，但縣府考量到佛光山線可能較慢興建，為了及早服務佛陀紀念館，而將燕巢線多延伸至佛陀紀念館站。佛光山線經過評估後，縱使加入聯開商場、土地開發的效益，全線自償率仍為負，益本比也遠低於1，不具經濟效益，因此計劃不可行，建議先增開公車班次排養運量，並待沿線發展成熟。
2010年高雄縣市合併，高雄市捷運局納入舊縣區而重新規劃捷運路線，於2011年12月委託顧問公司進行《高雄都會區大眾捷運系統整體路網規劃作業》專案，2015年底完成審定。在該專案中，佛光山線的路線跟站點並無更動，並與燕巢線第二階段、大寮屏東線、楠梓五甲線、新計劃的燕巢高鐵線合稱「東環圈」。

## 車站
| 路線                               | 路線 | 編號 | 名稱       | 名稱                              | 站體型式 | 所在地 | 所在地 | 交會路線 |
| 路線                               | 路線 | 編號 | 中文       | 英文                              | 站體型式 | 所在地 | 所在地 | 交會路線 |
| ---------------------------------- | ---- | ---- | ---------- | --------------------------------- | -------- | ------ | ------ | -------- |
| GD 金線 轉乘站以外之站名皆未定案。 |      |      |            |                                   |          |        |        |          |
| 大寮段                             |      | GD1  | 鳳山國中   | Fongshan Junior High School       | 未釋出   | 高雄市 | 大寮區 | 橘線     |
| 大寮段                             |      | GD2  | 埤頂       | Piding                            | 未釋出   | 高雄市 | 大寮區 |          |
| 大寮段                             |      | GD3  | 前莊       | Cianjhuang                        | 未釋出   | 高雄市 | 大寮區 |          |
| 大寮段                             |      | GD4  | 翁園       | Wongyuan                          | 未釋出   | 高雄市 | 大寮區 |          |
| 大寮段                             |      | GD5  | 溪寮       | Siliao                            | 未釋出   | 高雄市 | 大寮區 |          |
| 大樹段                             |      | GD6  | 九和       | Jiouhe                            | 未釋出   | 高雄市 | 大樹區 |          |
| 大樹段                             |      | GD7  | 九曲       | Jioucyu                           | 未釋出   | 高雄市 | 大樹區 | 屏東線   |
| 大樹段                             |      | GD8  | 舊鐵橋     | Old Iron Bridge                   | 未釋出   | 高雄市 | 大樹區 |          |
| 大樹段                             |      | GD9  | 竹寮       | Jhuliao                           | 未釋出   | 高雄市 | 大樹區 |          |
| 大樹段                             |      | GD10 | 大樹       | Dashu                             | 未釋出   | 高雄市 | 大樹區 |          |
| 大樹段                             |      | GD11 | 大坑       | Dakeng                            | 未釋出   | 高雄市 | 大樹區 |          |
| 大樹段                             |      | GD12 | 溪埔       | Sipu                              | 未釋出   | 高雄市 | 大樹區 |          |
| 大樹段                             |      | GD13 | 佛光山     | Foguangshan                       | 未釋出   | 高雄市 | 大樹區 |          |
| 大樹段                             |      | GD14 | 佛陀紀念館 | Buddha Memorial Hall              | 未釋出   | 高雄市 | 大樹區 |          |
| 大樹段                             |      | GD15 | 斜張橋     | Gaoping River Cable-Stayed Bridge | 未釋出   | 高雄市 | 燕巢區 |          |
| 大樹段                             |      | GD16 | 嶺口       | Lingkou                           | 未釋出   | 高雄市 | 燕巢區 | 紫線     |

1. ↑  高雄市政府捷運工程局. .